# لامسیلا (نیومکزیکو)
لامسیلا (به انگلیسی: La Mesilla) یک منطقهٔ مسکونی در ایالات متحده آمریکا است که در شهرستان ریو آریبا، نیومکزیکو واقع شده‌است. لامسیلا ۱۷٫۶۷ کیلومتر مربع مساحت و ۱٬۷۷۲ نفر جمعیت دارد و ۱٬۷۱۹ متر بالاتر از سطح دریا واقع شده‌است.